# Ле-Омме-д'Артене
Ле-Омме́-д'Артене́ (фр. Le Hommet-d'Arthenay) — колишній муніципалітет у Франції, у регіоні Нормандія, департамент Манш. Населення — 392 осіб (2011).
Муніципалітет був розташований на відстані близько 270 км на захід від Парижа, 60 км на захід від Кана, 11 км на північний захід від Сен-Ло.

## Історія
До 2015 року муніципалітет перебував у складі регіону Нижня Нормандія. Від 1 січня 2016 року належав до нового об'єднаного регіону Нормандія.
1 січня 2018 року Ле-Омме-д'Артене було приєднано до муніципалітету Пон-Ебер.

## Демографія
Динаміка населення (EHESS і Insee ):
Розподіл населення за віком та статтю (2006):
| Стать | Всього | До 15 років | 15-24 | 25-44 | 45-64 | 65-85 | Понад 85 |
| --- | ------ | ----------- | ----- | ----- | ----- | ----- | -------- |
| Чоловіки | 235    | 44          | 51    | 56    | 72    | 12    | 0        |
| Жінки | 196    | 20          | 72    | 48    | 48    | 8     | 0        |
| \| Статево-вікова піраміда \| Статево-вікова піраміда \| Статево-вікова піраміда \| \| ----------------------- \| ----------------------- \| ----------------------- \| \| Чоловіки \| Вік \| Жінки \| \| 0 \| 85 + \| 0 \| \| 0 \| 80-84 \| 0 \| \| 8 \| 75-79 \| 4 \| \| 4 \| 70-74 \| 4 \| \| 0 \| 65-69 \| 0 \| \| 12 \| 60-64 \| 0 \| \| 32 \| 55-59 \| 24 \| \| 20 \| 50-54 \| 16 \| \| 8 \| 45-49 \| 8 \| \| 16 \| 40-44 \| 16 \| \| 16 \| 35-39 \| 12 \| \| 8 \| 30-34 \| 4 \| \| 16 \| 25-29 \| 16 \| \| 17 \| 20-24 \| 8 \| \| 34 \| 15-20 \| 64 \| \| 16 \| 10-14 \| 4 \| \| 12 \| 5-9 \| 8 \| \| 16 \| 0-4 \| 8 \| |        |             |       |       |       |       |          |
| Статево-вікова піраміда |        |             |       |       |       |       |          |
| Чоловіки | Вік    | Жінки       |       |       |       |       |          |
| 0 | 85 +   | 0           |       |       |       |       |          |
| 0 | 80-84  | 0           |       |       |       |       |          |
| 8 | 75-79  | 4           |       |       |       |       |          |
| 4 | 70-74  | 4           |       |       |       |       |          |
| 0 | 65-69  | 0           |       |       |       |       |          |
| 12 | 60-64  | 0           |       |       |       |       |          |
| 32 | 55-59  | 24          |       |       |       |       |          |
| 20 | 50-54  | 16          |       |       |       |       |          |
| 8 | 45-49  | 8           |       |       |       |       |          |
| 16 | 40-44  | 16          |       |       |       |       |          |
| 16 | 35-39  | 12          |       |       |       |       |          |
| 8 | 30-34  | 4           |       |       |       |       |          |
| 16 | 25-29  | 16          |       |       |       |       |          |
| 17 | 20-24  | 8           |       |       |       |       |          |
| 34 | 15-20  | 64          |       |       |       |       |          |
| 16 | 10-14  | 4           |       |       |       |       |          |
| 12 | 5-9    | 8           |       |       |       |       |          |
| 16 | 0-4    | 8           |       |       |       |       |          |

## Економіка
2010 року серед 308 осіб працездатного віку (15—64 років) 214 були активними, 94 — неактивними (показник активності 69,5%, у 1999 році було 71,5%). З 214 активних мешканців працювали 203 особи (111 чоловіків та 92 жінки), безробітними було 11 (5 чоловіків та 6 жінок). Серед 94 неактивних 54 особи були учнями чи студентами, 19 — пенсіонерами, 21 була неактивною з інших причин.

У 2010 році в муніципалітеті числилось 127 оподаткованих домогосподарств, у яких проживали 341,5 особи, медіана доходів виносила 16 005 євро на одного особоспоживача